# Кришна в Махабхарате

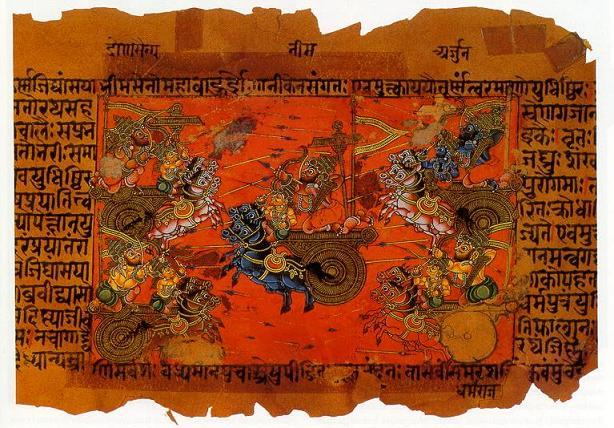
Манускрипт Махабхараты XVIII века.

Согласно древнеиндийскому эпосу Махабхарата, Кришна был сыном царя Ядавов, Васудевы, и его жены Деваки. Отсюда, он также известен как Вāсудева Кришна или Вāсудева.

## Кришна как политический реформатор
Кришна был ключевой политической фигурой в связи со свержением Камсы, царя Шурасены, с престола. По праву царство Шурасена принадлежало кланам Ядавов: Адхака, Вришни и Бходжа. Свергнув Камсу, Кришна вновь возвёл Уграсену на трон и стабилизировал обстановку в государстве, прекратив междоусобные войны, и таким образом спас его от полного распада.
Следующая угроза шла из-за границы, от царства Магадха. Правитель Магадхи, Джарасандха, множество раз нападал на Шурасену, сильно ослабив её войска. Кришна и другие правители Ядавов прилагали все свои силы, чтобы отразить нападение. В конце концов им пришлось бросить их родное царство и бежать в направлении юга и запада.
Позднее, по инициативе Кришны, те Ядавы, что бежали из Шурасены, основали новое царство, Двараку. Его столицей был Дваравати, город, стоящий на острове, защищённый горами со всех сторон, недалеко от берега Гуджарата. Благодаря этому он стал неуязвим для атак с земли. Благодаря торговле по морю с другими странами Дварака процветала.
Также Кришна установил связь между Ядавами и Пандавами, членами династии Куру, которые боролись против основания царства Куру. Также эта связь принесла свою выгоду и Ядавам в стратегическом плане. С помощью Пандавов им удалось свергнуть их злейшего врага, царя Магадхи Джарасандху. За это Кришна, в свою очередь, помог Пандавам одолеть армию Куру, возглавляемую Дурьодханой, в битве на Курукшетре. И так, Кришна снова возвёл Юдхиштхиру, царя Пандавов, на трон Индрапрастхи, который находился на территории нынешнего Дели.
Однако, предводители Ядавов сражались в битве на Курукшетре на разных сторонах, и даже после её окончания вражда между ними не закончилась. Спустя 36 лет после битвы на Курукшетре, среди Ядавов в их же собственном царстве была развязана ещё одна война. В результате Дварака была полностью разрушена, из-за чего Кришна с Баларамой покинули эту землю. Эта борьба среди Ядавов также произошла из-за того, что Гандхари, мать Дурьодханы, однажды прокляла Кришну.
Но помощь, которую Кришна оказал Юдхиштхире, была отплачена сполна. Когда Юдхиштхира перестал быть царём, на трон Индрапрастхи он возвёл Ваджру из династии Ядавов, а на трон Хастинапура — Парикшита из династии Куру. Таким образом Ваджра стал продолжателем царского рода. Парикшит был сыном Абхиманью и внуком Арджуны, а Ваджра был внуком Кришны и Юдхиштхиры. Дочь Кришны и Рукмини была замужем за Бали, сыном Критавармы. Бали был племянником Юдхиштхиры и Дурьодханы и женат на их сестре.

### Умиротворение родственников, когда Арджуна сбежал вместе с Субхадрой, принцессой Ядавов
Однажды Арджуна, по совету Кришну, умыкнул Субхадру, и Ядавы были очень разгневаны этим поступком. Но благодаря Кришне всё разрешилось мирным путём, и Арджуна вместе с Субхадрой спокойно провели свадьбу.

### Предложение своей помощи на войне и Арджуне, и Дурьодхане
Кришна говорил Арджуне и Дурьодхане: «У меня есть огромная армия в 10 лакхов очень сильных пастухов, известная как Нараянас, каждый из воинов которой способен сражаться в самой гуще битвы. Одному из вас достанется эта армия с непобедимыми воинами, к другому же перейду я, при том, что я не возьму в руки оружия. Вы можете выбрать или то, или другое».

### Миротворческая миссия для предотвращения битвы на Курукшетре
Прославленный Господь Кришна, испытывая глубокое сострадание к обречённым на гибель воинам и желая мирного разрешения спора между Кауравами и Пандавами, прибывает в Хастинапур и пытается достичь примирения враждующих сторон. Дурьодхана отвергает его предложения.

## Кришна как философ

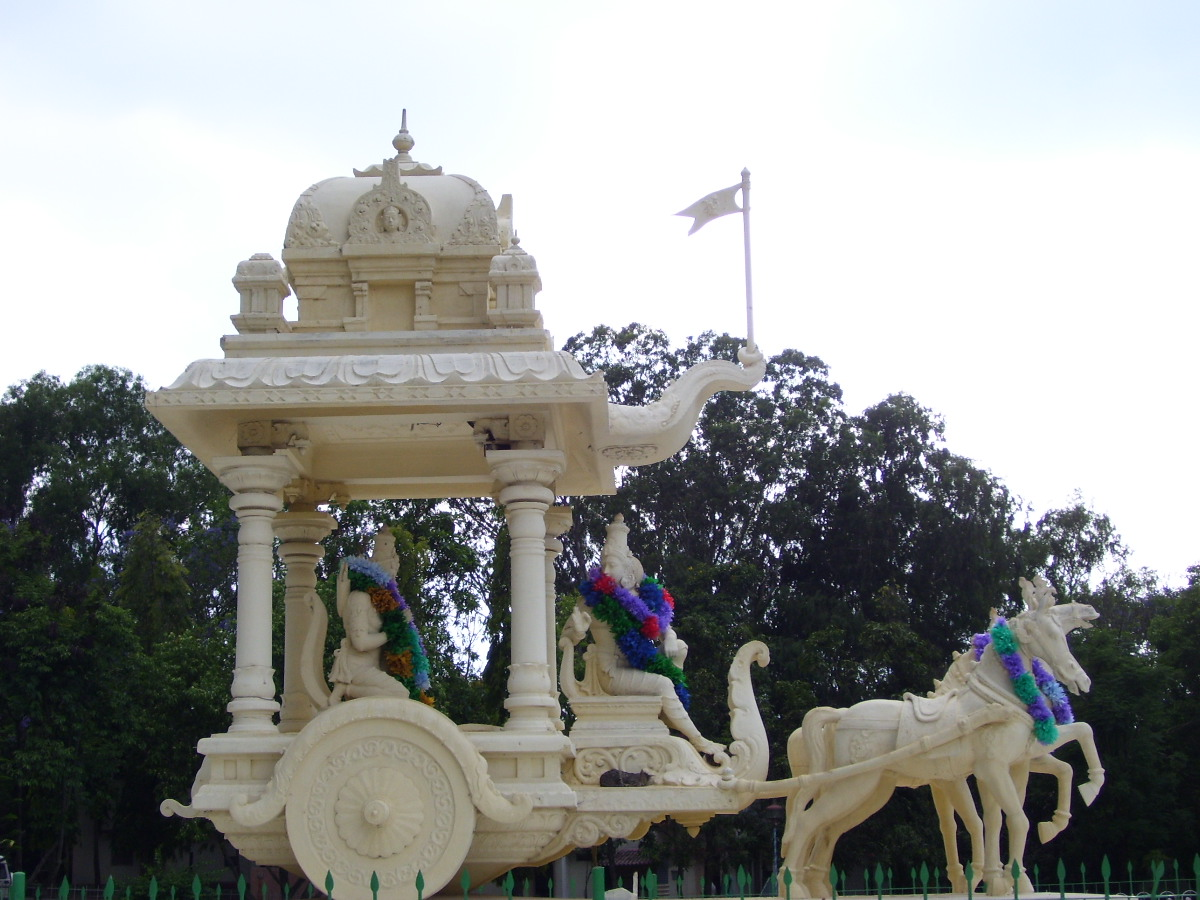
Кришна, наставляющий Арджуну

Во время битвы на Курукшетре между Кришной и его другом и двоюродным братом Арджуной состоялся Философский разговор, который позднее стал известен под названием Бхагавад-гита.
Текст «Бхагавад-гиты» состоит из философской беседы между Кришной и Арджуной, которая происходит на поле битвы Курукшетра непосредственно перед началом Битвы на Курукшетре между двумя воюющими кланами Пандавов и Кауравов. Арджуна — воин и один из пяти братьев-принцев клана Пандавов — перед решающим сражением впадает в сомнение о целесообразности боя, который приведёт к смертям многих достойных людей, в том числе его родственников. Однако его колесничий — Кришна — убеждает Арджуну принять участие в битве, разъясняя ему его долг как воина и принца и излагая перед ним различные философские системы веданты и процессы йоги. Во время беседы, Кришна раскрывается перед Арджуной как Верховная Личность Бога, даруя Арджуне внушающее благоговение видение Своей божественной вселенской формы.